# 1962 en aéronautique
Chronologie de l'aéronautique
- 1958
- 1959
- 1960
- 1961
- 1962
- 1963
- 1964
- 1965
- 1966

Cet article présente les faits marquants de l'année 1962 en aéronautique.

## Événements
- Harmonisation des désignations des aéronefs américains pour les quatre armes (USAF/US Navy/US Marine Corps/US Army) plus la NASA.

### Janvier
- 10 - 11 janvier : le commandant Clyde P. Evely établit un nouveau record de distance sans escale entre Okinawa et Madrid soit 20 168,78 km à bord d'un Boeing B-52H[1].

### Avril
- 14 avril :  premier vol de l'avion expérimental britannique Bristol 188.
- 26 avril : l’avion A2 monoplace d'espionnage du constructeur aéronautique américain Lockheed baptisé « Blackbird », dont la peinture renvoie les ondes radar, effectue son tout premier vol piloté par Louis Schalk[2].

### Mai
- 2 mai : John Wimpenny, âgé de 39 ans, s'élève dans les airs grâce à la seule force humaine sur l'appareil de sa construction baptisé Puffin. Il franchit une distance d'environ 900 mètres à une altitude de deux mètres et à une vitesse de 31 km/h.

### Juin
- 29 juin : Premier vol de l’avion de ligne britannique Vickers VC10.
- 22 juin : L’aviatrice de nationalité américaine Jacqueline Cochran établit le nouveau record féminin de distance en ligne droite au niveau mondial, lors d'un vol transatlantique, avec un avion à réaction[3].

### Juillet
- 7 juillet : le colonel russe Gueorgui Mossolov établit un nouveau record du monde de vitesse sur un Mikoyan-Gourevitch MiG-21 modifié nommée Ye-166, il atteint la vitesse de 2 691 km/h[4].

### Août
- 5 août : premier vol de la compagnie aérienne Windward Islands Airways.

### Septembre
- 18 septembre : entrée en vigueur du système Tri-Service de désignation des appareils militaires américains.
- 19 septembre : premier vol de l'avion de transport spécial Aero Spacelines Pregnant Guppy.

### Novembre
- 7 novembre : premier vol de l'avion de tourisme américain Piper PA-30 Twin Comanche (en).
- 29 novembre : signature à Londres d’un accord franco-britannique pour la construction commune d’un avion de ligne supersonique, le Concorde.

### Décembre
- 24 décembre : premier vol de l'avion de transport français Nord-Aviation N262.